# Villardondiego
Villardondiego è un comune spagnolo di 114 abitanti situato nella comunità autonoma di Castiglia e León.